# U–843
Az U–843 tengeralattjárót a német haditengerészet rendelte a brémai AG Wessertől 1941. január 20-án. A hajót 1943. március 24-én vették hadrendbe. Három harci küldetése volt, amelynek során egy hajót süllyesztett el.

## Pályafutása
Az U–843 első járőrútjára 1943. október 15-én futott ki Trondheimből, kapitánya Oskar Herwartz volt. Az Atlanti-óceán északi részén vadászott, de nem sikerült elsüllyesztenie egyetlen hajót sem.
Második harci küldetésére 1944. február 19-én Lorient-ból indult. A Monszun csoport részeként a déli földtekére indult. Április 8-án Angola magasságában megtorpedózta a kísérő nélkül Tarantóból Buenos Airesbe tartó Nebraska brit gőzhajót. A 68 fős legénység két tagja nem élte túl a támadást. Két nappal később egy amerikai B–24 Liberator megtámadta a búvárhajót, és megrongálta a hátsó torpedóvető csövet. A parancsnok elvetette az addigi tervet, hogy Fokváros közelében cserkésznek majd, és tovább haladtak az Indiai-óceán felé. A búvárhajó 1944. június 11-én futott be Batáviába.
Utolsó őrjáratára december 10-én futott ki, és 115 nap után, 1945. április 3-án kötött ki Bergenben. Három nap múlva tovább indult a norvég városból, de április 9-én a Kattegat-szorosban a Brit Királyi Légierő De Havilland Mosquito típusú gépe rakétákkal megsemmisítette. A legénység 12 tagja meghalt, 44-en túlélték a támadást.

## Kapitány
| Név            | Kezdőnap          | Zárónap          |
| -------------- | ----------------- | ---------------- |
| Oskar Herwartz | 1943. március 24. | 1945. április 9. |

## Őrjárat
| Indulás   | Indulónap          | Érkezés | Zárónap            |
| --------- | ------------------ | ------- | ------------------ |
| Trondheim | 1943. október 15.  | Lorient | 1943. december 15. |
| Lorient   | 1944. február 19.  | Batávia | 1944. június 11.   |
| Batávia   | 1944. december 10. | Bergen  | 1945. április 3.   |

## Elsüllyesztett hajó
| Dátum            | Hajó neve | Nemzetisége        | Brt  | Konvoj |
| ---------------- | --------- | ------------------ | ---- | ------ |
| 1944. április 8. | Nebraska  | Egyesült Királyság | 8261 | OS–71  |